# Scaevatula pellisserpentis
Scaevatula pellisserpentis is een slakkensoort uit de familie van de Clavatulidae. De wetenschappelijke naam van de soort is voor het eerst geldig gepubliceerd in 1990 door Gofas.
Dit zeeslakje is endemisch in Sao Tomé en Principe.